# 霍氏帆魷
霍氏帆魷（学名：Histioteuthis hoylei）为帆魷科帆魷屬下的一个种。